# Intensitat energètica

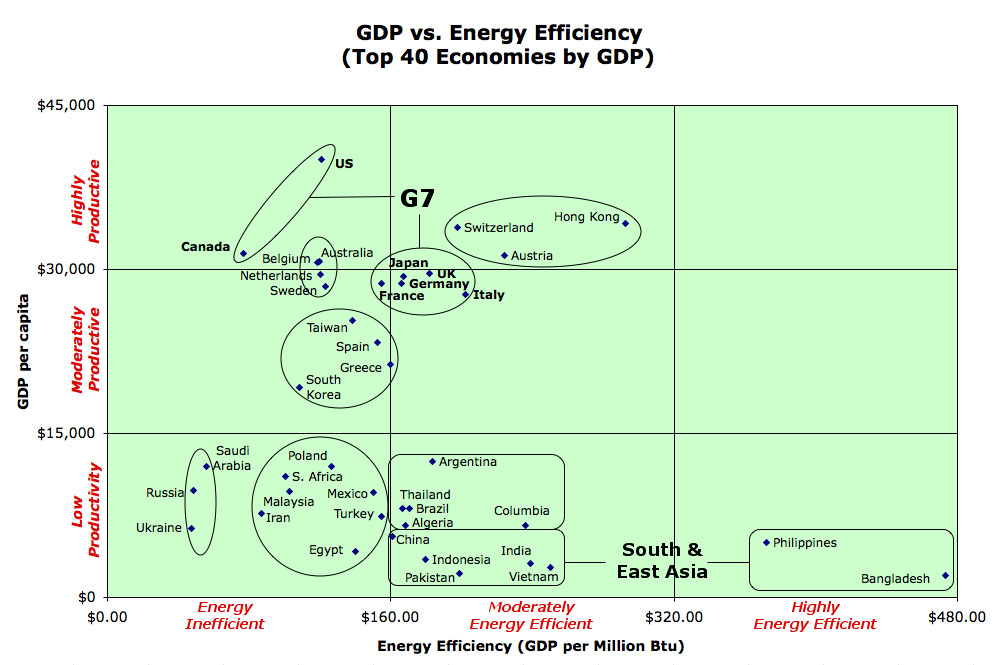
Anàlisi de les 40 economies més importants: PIB per càpita vs. eficiència energètica.

La intensitat energètica és la quantitat d'energia primària consumida per cada unitat de riquesa creada en una comunitat de persones. És un dels factors de Kaya. S'utilitza per a mesurar l'estalvi i l'eficiència energètica d'aquesta comunitat (país, regió, comarca, etc.) i s'usa com un índex més per a mesurar indirectament la sostenibilitat i la capacitat de càrrega en contextos de tecnològics, polítics i econòmics d'energia i de medi ambient. Aquest valor ha variat considerablement al llarg dels últims anys, i sol ser l'indicador d'ús més comú a l'hora de mesurar el desenvolupament d'un país. S'expressa com el quocient entre quilotones equivalents de petroli i milions d'euros (ktep/m€), tot i que també es pot expressar com a tep/(m€ de PIB) o com a tep/PIB.
A la Unió Europea, en 2004 la intensitat energètica mitjana era de 0,2049 tep/m€. Els països europeus amb menor intensitat energètica, és a dir, més eficients en el seu consum d'energia, són Dinamarca i Àustria, amb 0,1203 i 0,1461 tep per cada mil euros de PIB, respectivament. Bulgària i Romania són els països de la Unió Europea amb major intensitat europea, seguits d'Estònia (1,1402 tep/m€ en 2004), Lituània (1,1356 tep/m€), Eslovàquia (0,8543 tep/m€) i la República Txeca (0,8518 tep/m€).
En 2004 la intensitat energètica d'Espanya era de 0,2225 tep/m€, un 18,6% més alta que la mitjana de la Unió Europea dels 15 i un 8,6% superior a la de l'Europa dels vint-i-cinc. Mentre que les polítiques europees i els països signants del Protocol de Kioto tenen com a objectiu disminuir la intensitat energètica tant com sigui possible, a espanya, entre 1990 i 2003 aquesta no va minvar sinó augmentar en un 0,5% anual. A Europa, en canvi, en aquests anys si va disminuir i ho ha fet en un 1,5%. A partir de 2004 però la intensitat energètica espanyola va anar disminuint, acumulant, des de 2004 a 2009, unes millores acumulades del 13,3% en intensitat energètica final i del 15,3% en intensitat energètica primària.
A Catalunya, l'any 2006 la intensitat energètica final era de 0,1102 tep/m€, en 2005 de 0,1145 tep/m€ i en 2004 de 0,1179 tep/m€. La intensitat energètica de Catalunya va disminuir un 3,7% anual entre 2005 i 2006. Això va suposar una reducció interanual del 4,1% de les emissions de diòxid de carboni. La intensitat energètica va baixar perquè el consum energètic final interanual va baixar en un 0,1% (el consum d'energia primària descendí un 0,8%) i el PIB català va créixer un 3,9%.
A la Comunitat Valenciana en 2001 va haver una intensitat d'energia primària de 0,2241 tep/m€ i una intensitat d'energia final de 0,1594 tep/m€. El Pla d'Estalvi i Eficiència Energètica d'aquesta comunitat es va proposar disminuir en almenys un 1,1% interanual la seva intensitat energètica i preveia per a 2010 uns valors de 0,2028 tep/m€ per a la primària i de 0,1568 tep/m€ per a la final.

## Polítiques de reducció d'intensitat energètica
La Unió Europea fomenta polítiques per reduir el factor d'intensitat energètica i adequar-se a les polítiques energètiques d'eficiència i estalvi.
A Espanya, els programes que estan donant cabuda a la reducció d'aquest factor són principalment l’Estrategia de Ahorro y Eficiencia Energètica, E4, especialment el Pla d'Acció 2008-2012, PAE4+, i el Pla d'Energies Renovables 2005-2010, PER.
A Catalunya és l'Institut Català de l'Energia, ICAEN, l'entitat creada especialment per a reduir la intensitat energètica del país. Al País Valencià ho fa l'Agència Valenciana de l'Energia, AVEN.
Alguns indicadors energètics que es fan servir als Països Catalans són, per exemple, la potència elèctrica instal·lada, el consum d'energia primària, la cobertura de la demanda d'energia elèctrica en barres de central, la producció bruta d'energia elèctrica en règim ordinari, les vendes a xarxa de les centrals elèctriques de règim especial per tecnologies i formes d'energia, la demanda global de gas natural i el consum de carburants d'automoció.